# Mark S. Wrighton

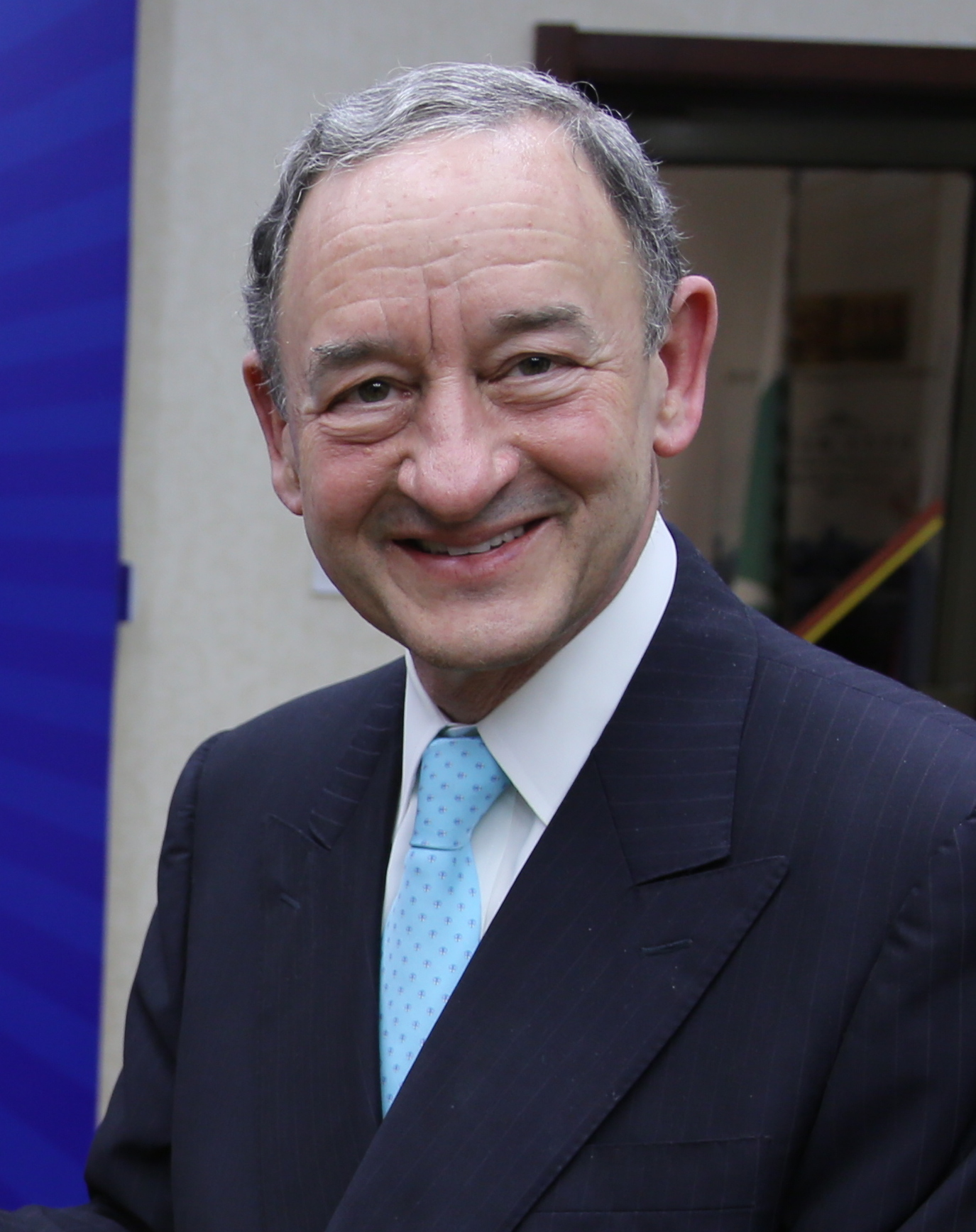
Mark S. Wrighton 2016

Mark Stephen Wrighton (* 1949 in Jacksonville, Florida) ist ein US-amerikanischer Chemiker. Seit 1995 ist er Kanzler (Chancellor) der Washington University in St. Louis. Als Wissenschaftler ist er vor allem für seine Arbeiten zur Umwandlung von Sonnenenergie in chemische Brennstoffe oder Elektrizität bekannt.
Wrighton erwarb 1969 einen Bachelor an der Florida State University und 1972 bei Harry B. Gray und George S. Hammond mit der Arbeit Photoprocesses in Metal-Containing Molecules einen Ph.D. am California Institute of Technology (CalTech). Noch im selben Jahr erhielt er – im Alter von 23 Jahren – eine erste Professur (Assistant Professor) am Massachusetts Institute of Technology (MIT), 1976 wurde er Associate Professor, 1977 erhielt er eine ordentliche Professur. Am MIT führte er etwa 70 Personen zum Ph.D., er veröffentlichte mehr als 300 wissenschaftliche Publikationen und ist Inhaber von 16 Patenten.
Von 1987 bis 1990 war Wrighton Leiter der gesamten Chemie am MIT, von 1990 bis 1995 war er Provost der Universität. 1995 übernahm Wrighton als Nachfolger von William H. Danforth das Amt des Kanzlers an der Washington University in St. Louis. Als dieser ist er selbst nicht mehr wissenschaftlich tätig. Wrighton war zwischenzeitlich Vorsitzender der Association of American Universities.
1974 wurde er Sloan Research Fellow. Wrighton erhielt 1981 den American Chemical Society Award in Pure Chemistry, 1983 den Ernest-Orlando-Lawrence-Preis und 1988 den American Chemical Society Award in Inorganic Chemistry. 1983 war er MacArthur Fellow. 1987 wurde er zum Fellow der American Association for the Advancement of Science gewählt, 1988 zum Mitglied der American Academy of Arts and Sciences und 2001 zum Mitglied der American Philosophical Society. Wrighton erhielt 1983 ein Ehrendoktorat der University of West Florida, 2007 der Florida State University, 2009 der Harris-Stowe State University und 2010 der Fudan-Universität in China.